# 中国驻科摩罗大使列表
本列表为中華人民共和國驻科摩罗历任大使名录。

## 历任中国驻科摩罗大使

### 中华人民共和国驻科摩罗大使（1976年至今）
1975年11月13日，中华人民共和国与科摩罗建交。次年10月，中国设立驻科摩罗大使馆。1980年，开始任命兼驻科摩罗大使。1996年，中国开始派遣常驻科摩罗大使。
| 姓名   | 任命           | 任命           | 到任           | 递交国书       | 免职           | 免职           | 离任          | 外交衔级 | 外交职务     | 备注           |
| 姓名   | 全国人大常委会 | 主席           | 到任           | 递交国书       | 全国人大常委会 | 主席           | 离任          | 外交衔级 | 外交职务     | 备注           |
| ------ | -------------- | -------------- | -------------- | -------------- | -------------- | -------------- | ------------- | -------- | ------------ | -------------- |
| 里若   | 不適用         | 不適用         | 1976年10月     | 1976年10月27日 | 不適用         | 不適用         | 1978年以后    | 参赞     | 临时代办     | 筹备开馆       |
| 何功楷 | 1979年11月29日 | 不適用         | 1980年3月      | 1980年3月17日  | 1985年3月21日  | 1985年5月7日   | 1985年2月     | 大使     | 特命全权大使 | 驻坦桑尼亚兼   |
| 刘庆有 | 1985年3月21日  | 1985年8月21日  | 1985年6月27日  | 1985年6月28日  | 1989年10月31日 | 1990年3月11日  | 1990年1月     | 大使     | 特命全权大使 | 驻坦桑尼亚兼   |
| 韦东   | 1989年10月31日 | 1990年3月11日  | 1990年5月      | 1990年5月8日   | 1990年9月7日   | 1991年3月7日   | 1991年1月     | 大使     | 特命全权大使 | 驻马达加斯加兼 |
| 祝成才 | 1990年9月7日   | 1991年3月7日   | 1991年4月      | 1991年9月16日  | 1994年3月5日   | 1994年5月23日  | 1994年4月     | 大使     | 特命全权大使 | 驻马达加斯加兼 |
| 赵宝珍 | 1994年3月5日   | 1994年5月23日  | 1994年5月      | 1994年7月19日  | 1995年12月28日 | 1996年6月17日  | 1996年5月     | 大使     | 特命全权大使 | 驻马达加斯加兼 |
| 徐代杰 | 1995年12月28日 | 1996年6月17日  | 1996年5月      | 1996年6月2日   | 2000年4月29日  | 2001年3月30日  | 2001年3月     | 大使     | 特命全权大使 |                |
| 赵春胜 | 2000年4月29日  | 2001年3月30日  | 2001年4月      | 2001年4月4日   | 2005年7月1日   | 2005年10月27日 | 2005年10月    | 大使     | 特命全权大使 |                |
| 陶卫光 | 2005年7月1日   | 2005年10月27日 | 2005年10月     |                | 2009年10月31日 | 2010年4月13日  | 2010年2月     | 大使     | 特命全权大使 |                |
| 王乐友 | 2009年10月31日 | 2010年4月13日  | 2010年3月15日  | 2010年3月19日  | 2013年12月28日 | 2014年7月1日   | 2014年5月     | 大使     | 特命全权大使 |                |
| 肖明   | 2013年12月28日 | 2014年7月1日   | 2014年6月16日  | 2014年6月19日  | 2016年12月25日 | 2017年10月16日 | 2017年8月     | 大使     | 特命全权大使 |                |
| 何彦军 | 2017年6月27日  | 2017年10月16日 | 2017年10月     | 2017年10月20日 | 2022年10月30日 | 2023年1月5日   | 2022年12月    | 大使     | 特命全权大使 |                |
| 郭志军 | 2022年10月30日 | 2023年1月5日   | 2022年12月31日 | 2023年1月4日   |                | 2025年8月15日  | 2025年6月24日 | 大使     | 特命全权大使 |                |
| 黄峥   |                | 2025年8月15日  | 2025年8月4日   | 2025年8月18日  | 现任           |                |               | 大使     | 特命全权大使 |                |